# Mā gé shì zuò chéng
Mā gé shì zuò chéng (em chinês:  妈阁是座城, em inglês:  A City Called Macau, no Brasil: Uma Cidade Chamada Macau) é um filme chinês do género drama realizado por Li Shaohong, e escrito por Geling Yan, Wei Lu e Chan Man Keung, com base no romance Uma Cidade Chamada A-Ma da escritora Yan Geling. Foi protagonizado por Bai Baihe, Huang Jue, Carina Lau e Wu Gang. Estreou-se na China continental a 14 de junho de 2019.

## Elenco
- Bai Baihe como Mei Xiaoou
- Huang Jue como Shi Qilan
- Wu Gang como Duan Kaiwen
- Carina Lau como Faye
- Tian Liang como Liu
- Samuel Pang como Wah
- Chin Siu-ho
- Wei Lu como Xiao Xiao
- Geng Le como Lu Jintong
- Yu Xiaotong como Yang
- Su Xiaoming como Yu Jiaying
- Hu Xianxu como Le Le
- Eric Tsang como Lao Seung
- Darren Grosvenor como apostador de vinte e um

## Reconhecimentos
| Ano  | Prémios                                                                     | Categorias             | Destinatários e nomeados | Resultado | Referências |
| ---- | --------------------------------------------------------------------------- | ---------------------- | ------------------------ | --------- | ----------- |
| 2019 | Festival de Cinema Sino-Americano                                           | Prémio Anjo de Ouro    | Mā gé shì zuò chéng      | Venceu    | [ 4 ] [ 5 ] |
| 2019 | Festival de Cinema Sino-Americano                                           | Melhor ator principal  | Wu Gang                  | Venceu    | [ 4 ] [ 5 ] |
| 2019 | 32.º Prémios Galo de Ouro                                                   | Melhor atriz principal | Bai Baihe                | Indicado  | [ 6 ]       |
| 2019 | 32.º Prémios Galo de Ouro                                                   | Melhor cinematografia  | Zeng Nianping            | Indicado  | [ 6 ]       |
| 2019 | Festival Internacional de Cinema e Cerimónia de Entrega de Prémios de Macau | Espírito do Cinema     | Li Shaohong              | Venceu    | [ 7 ]       |